# プリンセス物語
プリンセス物語（プリンセスものがたり）は、1993年に平和が開発、発売したファンタジー世界を舞台としたデジパチ。保留玉連荘タイプ。『麻雀物語』、『ダービー物語』に続く物語シリーズ。

## 特徴
- 『ダービー物語』と同様のゲーム性を持つが、連荘性は若干抑えられている。
- 北海道地区にて限定的に先行発売され、後に全国発売された。
- 大当たり中の液晶演出がマルチエンディングとなっている。

## 保留玉連荘
- 大当たり中、Vゾーンに4つ以上連続で入賞すると台枠が激しく光る演出が発生し、3、4つ目の保留玉値を18通りある書き換えテーブルから1/18の確率で3つ目のみ、1/18の確率で4つ目のみ、1/18の確率で3、4つ目両方を大当たりカウンタ値に書き換える。

## 関連商品
- 『HEIWA パチンコグラフィティ Vol.1』（アクアルージュ、1999年12月、プレイステーション用ゲームソフト）